# ManuElla
Manuela Brečko, nota come ManuElla (Celje, 31 gennaio 1989), è una cantante slovena. Ha rappresentato la Slovenia all'Eurovision Song Contest 2016 con la canzone Blue and Red.

## Biografia
Manuela Brečko è nata a Celje, Jugoslavia, nell'attuale Slovenia. Nel 2005 ha partecipato alla seconda stagione del talent show sloveno Bitka talentov. Nel 2011 ManuElla ha partecipato a Misija Evrovizija, programma di selezione nazionale per rappresentare la Slovenia all'Eurovision Song Contest, terminando il suo percorso alla semifinale.
Il 5 gennaio 2016 è stato annunciato che ManuElla avrebbe partecipato alla selezione nazionale slovena per l'Eurovision Song Contest 2016, EMA 2016, con la canzone country Blue and Red. Nella finale nazionale, che si è svolta il 27 febbraio, ha ricevuto 3865 televoti (circa 100 in più rispetto alla seconda classificata, Raiven), ottenendo così la possibilità di rappresentare la sua nazione all'Eurovision. ManuElla ha cantato Blue and Red nella seconda semifinale dell'Eurovision, svolta il 12 maggio 2016 a Stoccolma, ma non si è qualificata per la finale.